# Dietrich von Gumppenberg
Dietrich Freiherr von Gumppenberg-Pöttmes-Oberprennberg (* 16. Juli 1941 in Meiningen; † 29. April 2021 in Straubing) war ein deutscher Unternehmer und Politiker (FDP).
Sein voller Name lautet Hans-Dietrich Marquard Anton-Ulrich Joseph Clemens Stephan Freiherr von Gumppenberg. Geboren wurde er jedoch als Freiherr von Pfetten-Arnbach.

## Leben
Dietrich von Gumppenberg entstammte mütterlicherseits dem Adelsgeschlecht Gumppenberg, väterlicherseits dem Adelsgeschlecht Pfetten. Seine Eltern waren Hans-Carl Marquard Friedrich Franz Freiherr von Pfetten-Arnbach (1892–1962) und Theresia Sophia Maria Josepha Anna Huberta Freiin von Gumppenberg (1899–1976). Seine Tante war die Sozialarbeiterin und Religionspädagogin Huberta von Gumppenberg.
Gumppenberg studierte von 1964 bis 1969 Volkswirtschaft sowie Englisch und Französisch. Ab 1969 bis 1971 war er Vorstandsassistent bei der Geschäftsbank Trinkaus & Burkhardt und von 1978 bis 1979 Geschäftsführer der Wörl Alarm GmbH. Im Jahr 1980 gründete er die PR-Agentur wbpr Gesellschaft für Public Relations und Marketing mbH mit Sitz in Unterföhring und wurde deren Geschäftsführer. Ehrenamtlich gehörte er über 30 Jahre als Mitglied der Vollversammlung der Industrie- und Handelskammer für München und Oberbayern an und war langjähriges Mitglied im Beirat des FC Bayern München.
Er war Schlossherr von Schloß Peuerbach in Bayerbach bei Ergoldsbach.
Er starb am 29. April 2021 an den Folgen eines Autounfalls am Vortag.

## Politik
Gumppenberg war 1983 einer der Initiatoren des Politischen Aschermittwochs der bayerischen FDP in Bayerbach und organisierte ihn in der Folge fünfzehnmal. Von 1984 bis 1987 war er als Gemeinde- und Kreisrat tätig.
Im Jahr 1990 zog er für die FDP bei den bayerischen Landtagswahlen ins Parlament ein, in dem er bis 1994 vertreten blieb. Er war wirtschaftspolitischer Sprecher der FDP-Fraktion.
Bei der Landtagswahl in Bayern 2008 trat er erfolglos im Stimmkreis Landshut als Direktkandidat an, nachdem er auf der FDP-Liste für Niederbayern nur einen Ersatzplatz hatte erringen können. Regionales Aufsehen erregte er im Landtagswahlkampf durch seine Bierdeckel-Kampagne. Er wurde zunächst nicht gewählt, rückte aber zum 1. Februar 2012 für Franz Xaver Kirschner in den Landtag nach.
Bei der Landtagswahl in Bayern 2013 erreichte er in seiner Heimatgemeinde Bayerbach ein Ergebnis von 29,4 Prozent, schied jedoch aus dem Landtag aus, da die FDP die Fünf-Prozent-Hürde nicht überwinden konnte.
Im Januar 2019 verließ er die FDP nach 38 Jahren.